# Blatec (nádraží)
Blatec je železniční stanice v Blatci v Olomouckém kraji. Leží v km 92,8 elektrizované jednokolejné železniční trati Nezamyslice–Olomouc, na které byl zahájen provoz v roce 1870. V letech 2030–2031 je plánováno zdvojkolejnění trati v úseku Olomouc-Nové Sady – Kraličky, ve kterém stanice Blatec leží. Stanice leží konkrétně mezi stanicemi Vrbátky a Olomouc hlavní nádraží. V jízdním řádu na rok 2025 ji obsluhují pravidelné osobní vlaky Českých drah na lince M1 ve směru Olomouc hl. n. (a Velké Losiny či Kouty nad Desnou) nebo  Nezamyslice. Stanicí pouze projíždějí rychlíky na lince R12, která v dvouhodinovém taktu spojuje Šumperk a Brno.

## Historie
Severní dráha císaře Ferdinanda, která vedla přes Blatec, byla stavěna v letech 1867–70. Ředitelství dráhy nevyhovělo žádosti obcí Blatec, Tážaly a Charváty na zřízení zastávky. V plánu však bylo vybudovat křižovací stanici. Kvůli výkupu pozemků došlo ke zpoždění a provoz výhybny byl zahájen až 20. května 1884, pod německým názvem Blatze. Od vzniku Československa v roce 1918 se používal český název Blatec. Pouze v letech 1939–45 byl z důvodu německé okupace dočasně změněn na dvojjazyčné „Blatze / Blatec“.
V roce 1890 byla zřízena manipulační kolej, která následně sloužila pro potřeby místní cihelny. Na manipulační kolej se vešlo až dvanáct vozů a v období řepné kampaně sloužila pro nakládku řepy. V roce 1899 byl přistavěn přístřešek pro cestující. 4. července 1899 došlo ve stanici k nehodě. Opravovaly se koleje, práce ještě nebyly řádně dokončeny, a přesto na opravovanou kolej vjel osobní vlak od Prostějova. Protože je stanice v mírném oblouku, celý vlak po povolení kolejí vykolejil. Při zvedání lokomotivy se jeden člověk těžce zranil a následně v nemocnici zemřel.
V roce 1936 byl předložen návrh na rozšíření výhybny Blatec. Původní strážní domek a budova byly zbourány a byla položena nová kolej. Pro prodej jízdenek se dočasně využívala skříň vyřazeného vozu. Novou budovu stavěla prostějovská stavební firma. V listopadu 1938 byla stanice Blatec osamostatněna a vzniklo zde nákladní nádraží. Nová výpravní budova byla ale zkolaudována až 1. července 1939. V roce 1988 byl nedaleko nádraží vystavěn agrochemický podnik, ke kterému vede 598 m dlouhá vlečka, která byla zkolaudována v roce 1990. Vlečku, která navazuje na kolej 1 na vrbáteckém zhlaví, k roku 2024 provozuje firma Petr Šrůtek s.r.o.
Dne 6. dubna 2019 došlo ve stanici k incidentu, který si vyžádal jednu oběť. Osoba se střetla s vlakem poté, co vystupovala mimo nástupiště na opačné straně vlaku. Na místě od 1. prosince 2023, kdy byla uzavřena pokladna, není možné zakoupit jízdenku a k odbavení cestujících dochází ve vlaku.

## Popis
Stanice je zařazena do Integrovaného dopravního systému Olomouckého kraje. Ve stanici jsou dvě dopravní koleje a jedna kolej manipulační. Nejblíže staniční budovy vede kolej 3, u které je jednostranné nástupiště. Toto nástupiště je v normové výšce a přístup na něj je bezbariérový. Druhé nástupiště je vnitřní, mezi 1. a 3. kolejí.
Ve staniční budově je cestujícím k dispozici čekárna a také toalety.

## Poloha
Stanice leží jihozápadně od obce Blatec, nedaleko místního fotbalového hřiště. Kolejiště ve směru na Vrbátky kříží silnice III. třídy. Je zde zřízen trojkolejný železniční přejezd P7595 zabezpečený závorami.

## Galerie

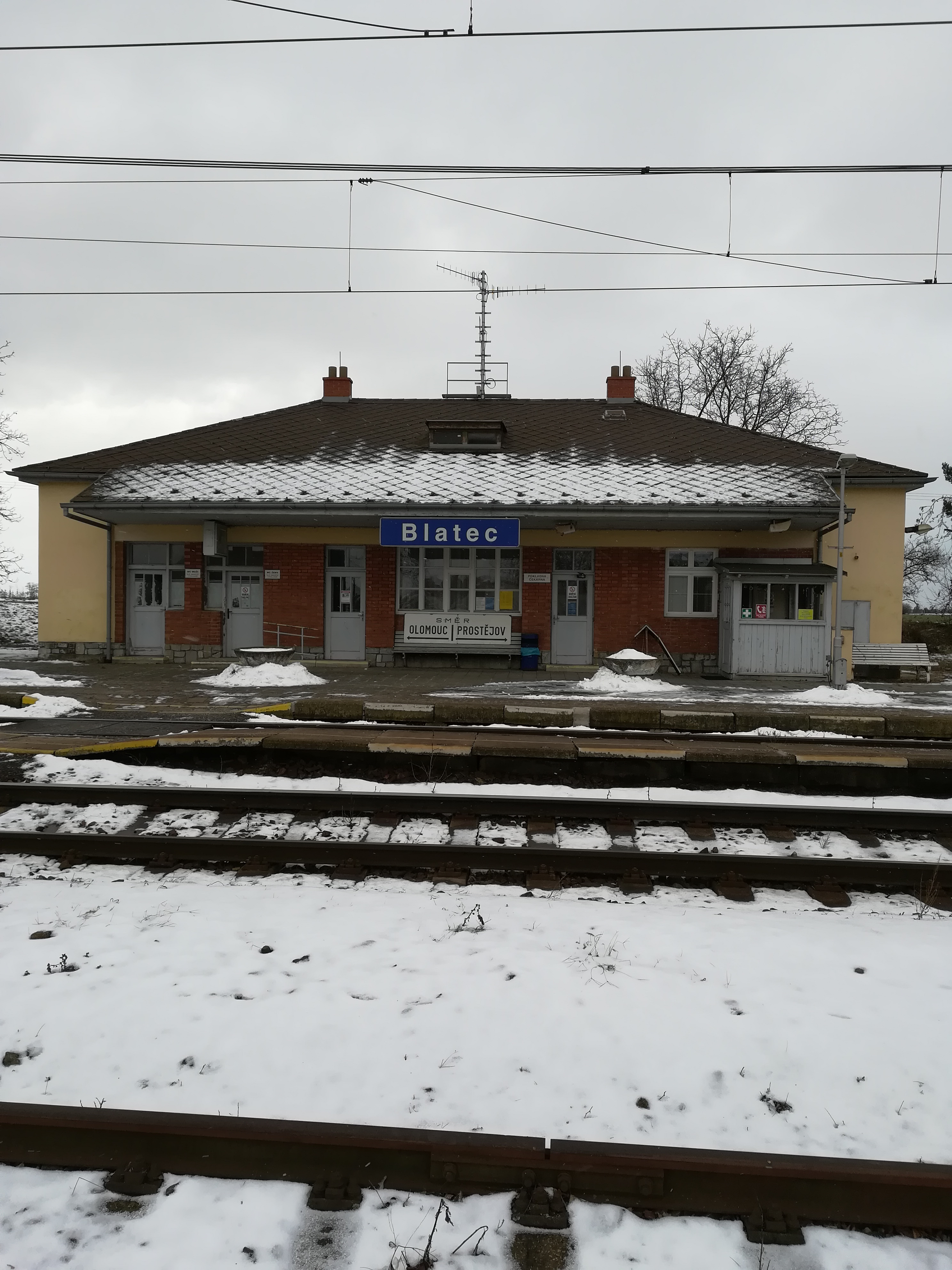
Stanice v lednu 2019
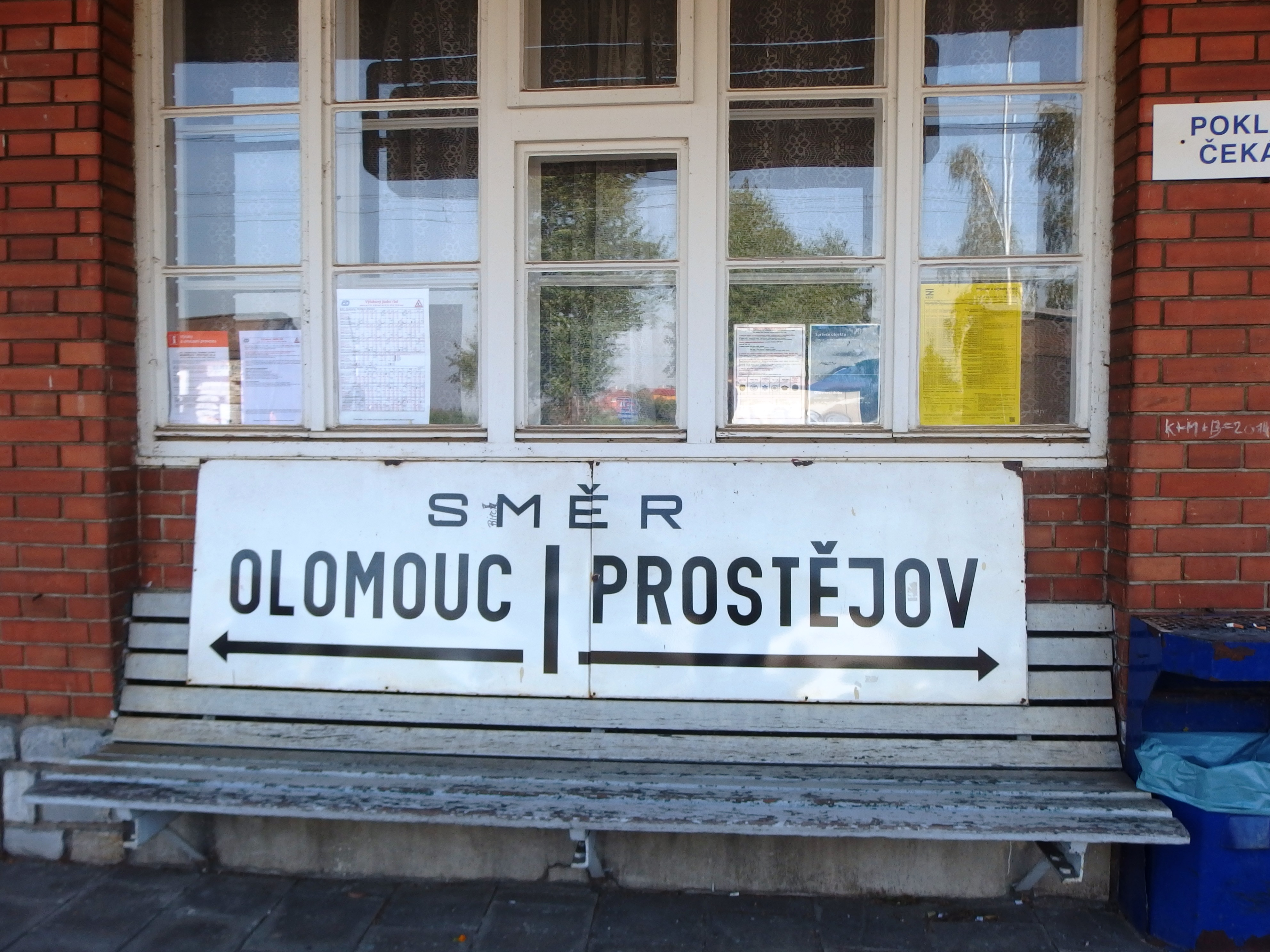
Směrová tabule
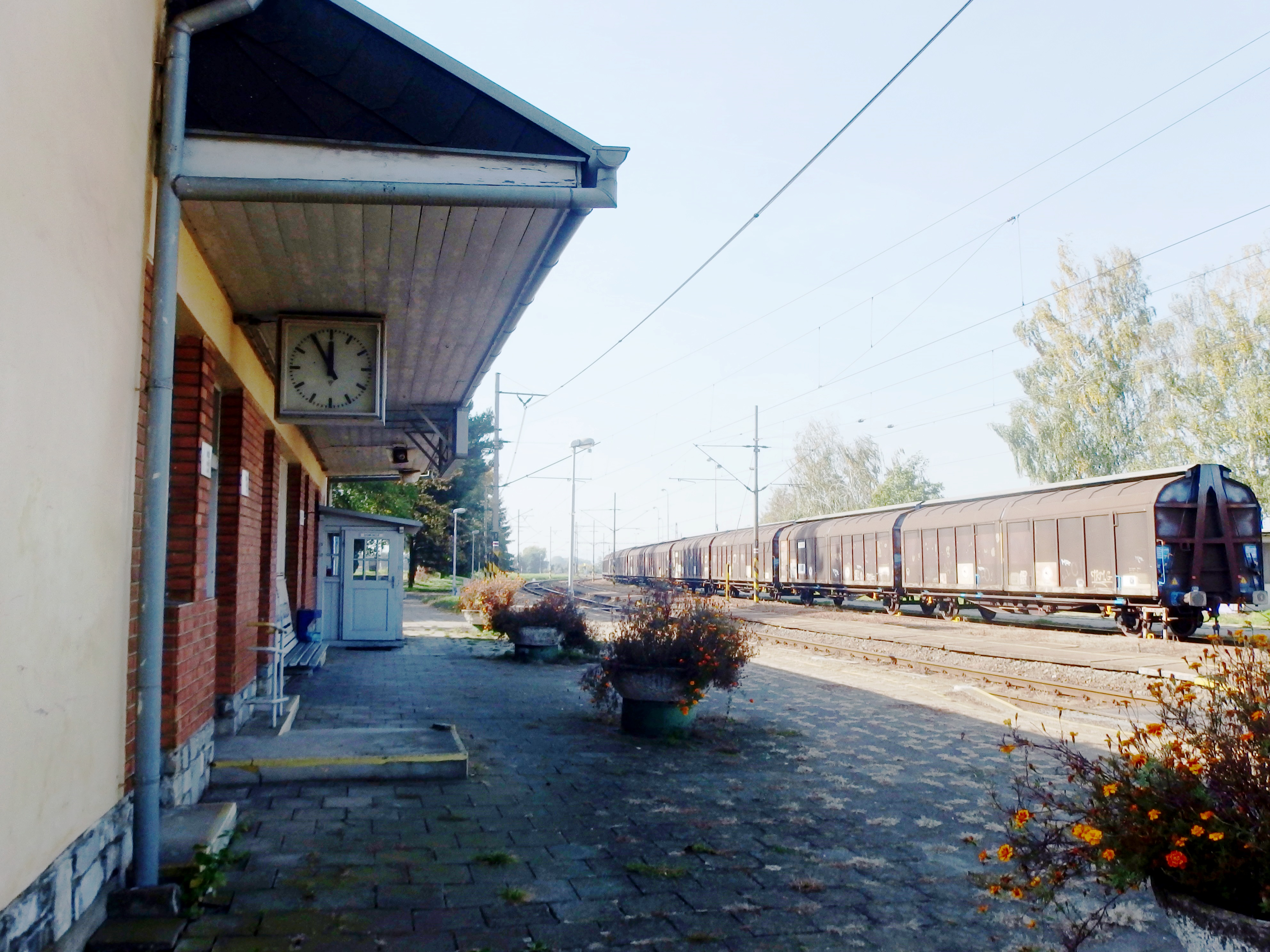
Pohled od staniční budovy (2018)
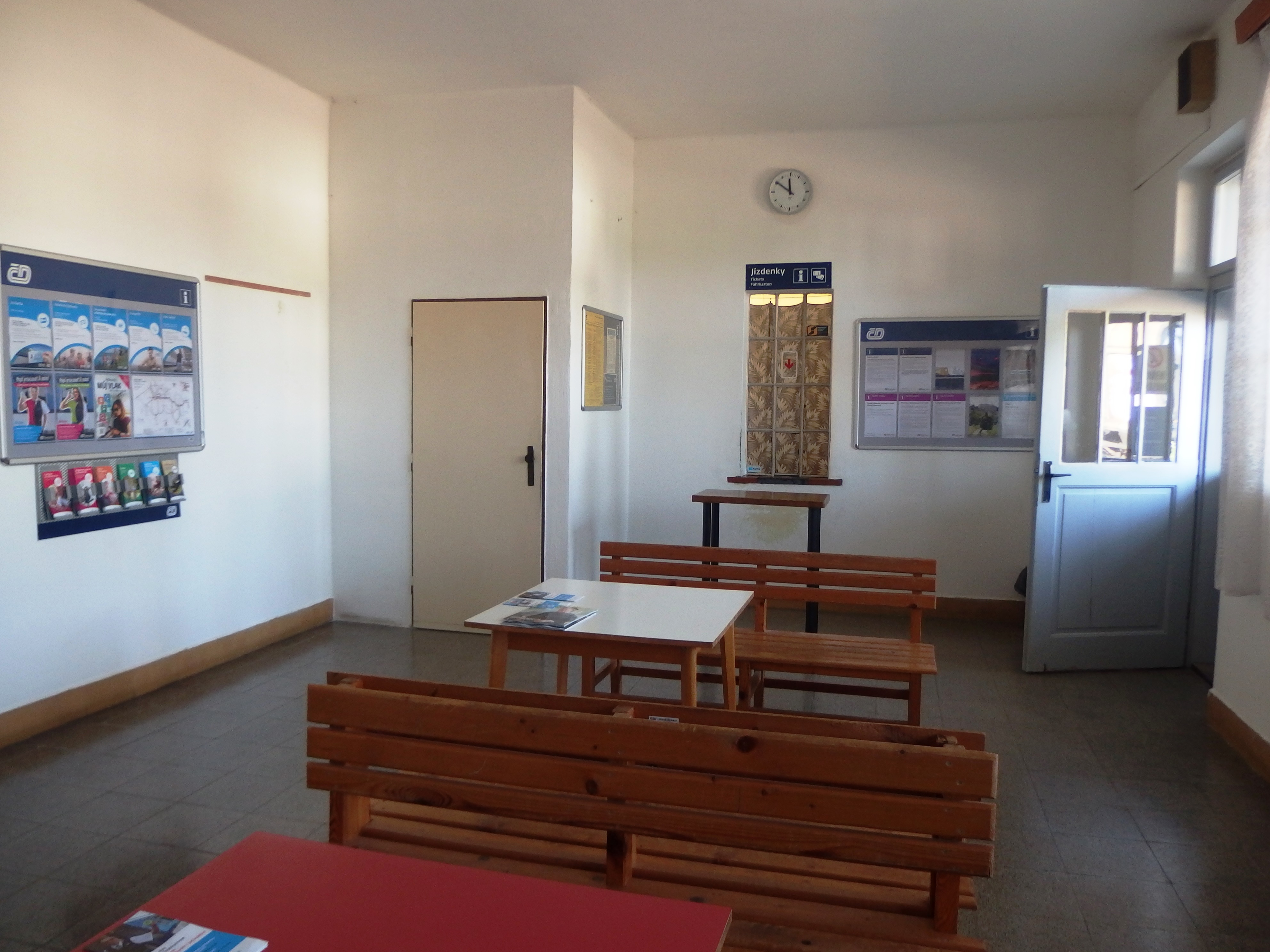
Interiér staniční budovy
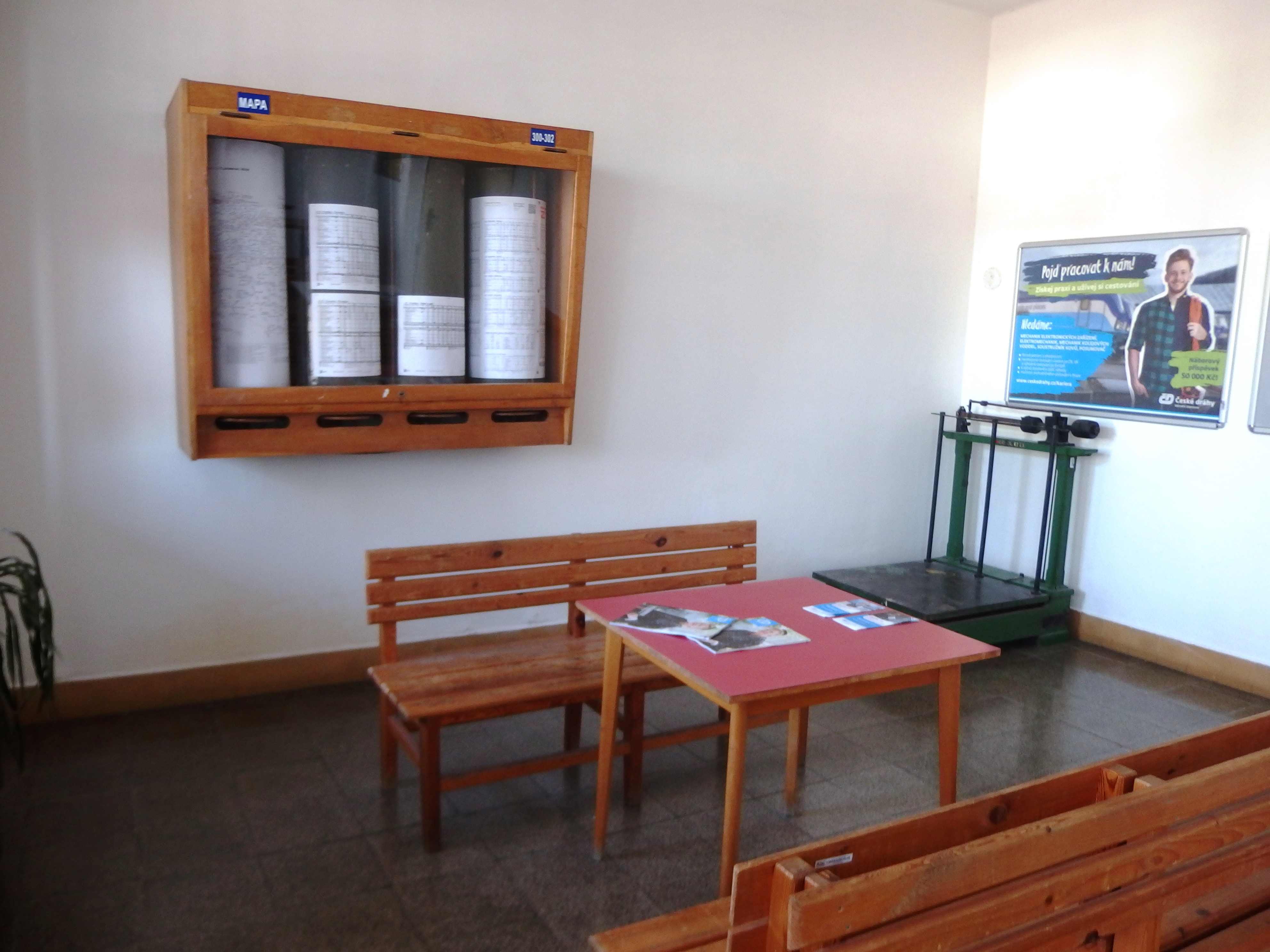
Vnitřní čekárna